# Encarsiella noyesi
Encarsiella noyesi är en stekelart som beskrevs av Hayat 1983. Encarsiella noyesi ingår i släktet Encarsiella och familjen växtlussteklar. Inga underarter finns listade i Catalogue of Life.